# Bannerghatta nationalpark
Bannerghatta nationalpark är en nationalpark i Indien.   Den ligger i delstaten Karnataka, i den södra delen av landet, 1 800 km söder om huvudstaden New Delhi. Bannerghatta nationalpark ligger 927 meter över havet. Arean är 101 kvadratkilometer.